# Theodor Duesterberg
Theodor Duesterberg (ur. 19 października 1875 w Darmstadt, zm. 4 listopada 1950 w Hameln) – niemiecki polityk prawicowy okresu międzywojennego, przywódca Stahlhelmu, kandydat na prezydenta Rzeszy w wyborach w 1932 r. Po dojściu NSDAP do władzy został na krótko aresztowany podczas nocy długich noży (30 czerwca 1934), trwale wycofał się z życia politycznego.